# Lightiella floridana
Lightiella floridana är en kräftdjursart som beskrevs av McLaughlin 1976. Lightiella floridana ingår i släktet Lightiella och familjen Hutchinsoniellidae.
Artens utbredningsområde är Mexikanska golfen. Inga underarter finns listade i Catalogue of Life.